# Atractus punctiventris
Atractus punctiventris este o specie de șerpi din genul Atractus, familia Colubridae, descrisă de Amaral 1933. Conform Catalogue of Life specia Atractus punctiventris nu are subspecii cunoscute.